# KEW Kommunale Energie- und Wasserversorgung
Die KEW Kommunale Energie- und Wasserversorgung AG versorgt die Kunden in der saarländischen Stadt Neunkirchen mit den Gemeinden Schiffweiler und Spiesen-Elversberg und den dazugehörigen Ortsteilen mit Strom, Erdgas, Wasser und Fernwärme.

## Geschichte

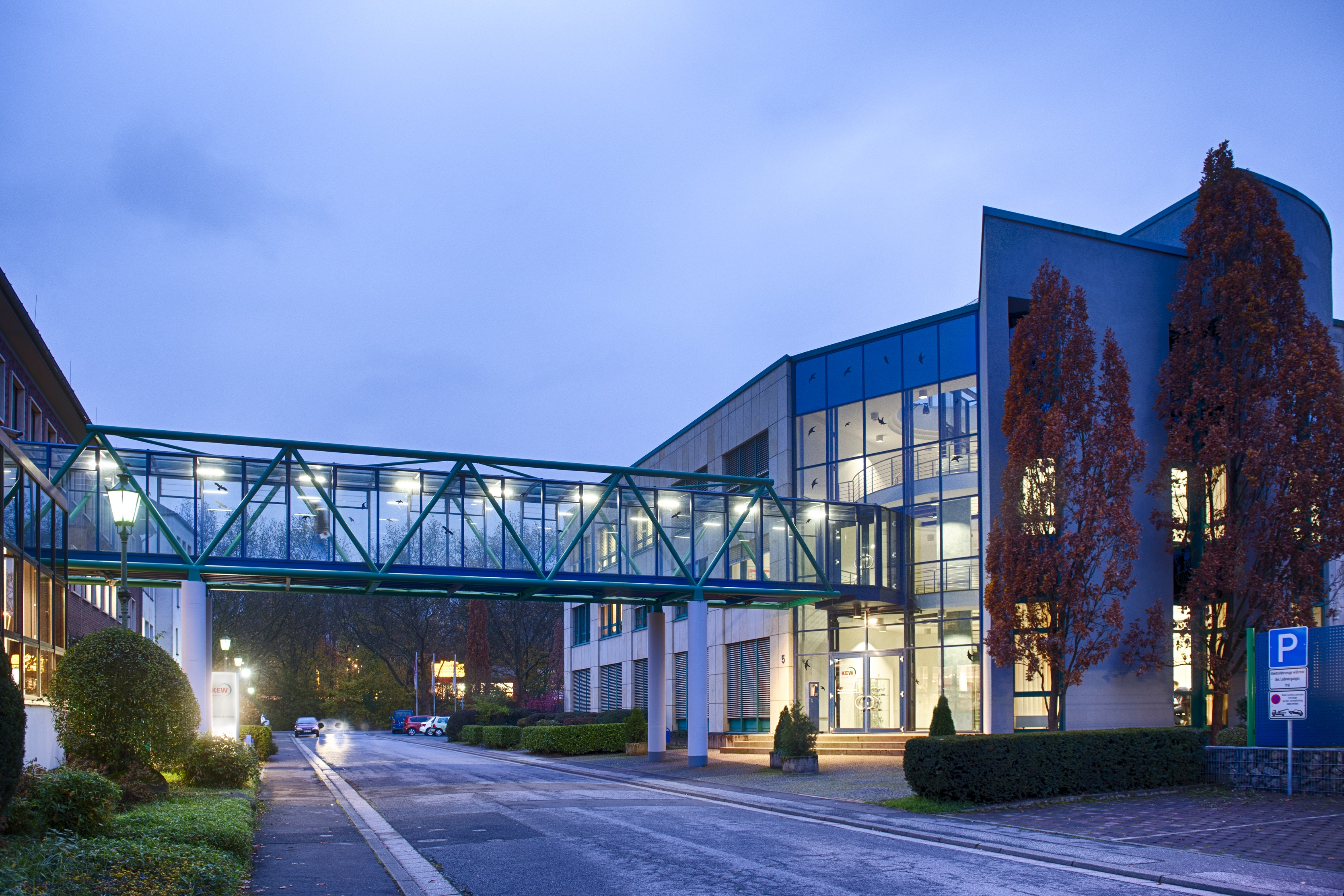
Gebäude der KEW

Am 1. Januar 1970 entstand aus dem Zusammenschluss der Stadtwerke Neunkirchen AG und dem Zweckverband Versorgungsbetriebe Spiesen-Elversberg die Kommunale Energie- und Wasserversorgungs-Aktiengesellschaft (KEW AG) Neunkirchen/Saar. Noch im Januar 1970 folgten die Gemeindewerke Landsweiler dem Vorbild des Zweckverbandes und wurden zum 1. Juli 1970 in die KEW AG Neunkirchen eingebracht. 
Zuvor waren bereits am 17. Dezember 1964 in Vorbereitung zu diesem Zusammenschluss die Stadtwerke Neunkirchen vom Eigenbetrieb in eine Aktiengesellschaft umgegründet worden, die zu diesem Zeitpunkt die Stadt Neunkirchen mit Strom, Wasser und Kokereigas versorgt. Außerdem waren die Stadtwerke für die Versorgung der Nachbargemeinde Wiebelskirchen mit Strom zuständig.

## Unternehmensstruktur

### Geschäftsführung
Marcel Dubois ist seit April 2019 alleiniger Vorstand der KEW AG.

### Gesellschafter
Gesellschafter der KEW AG sind die Kreisstadt Neunkirchen mit 50,02 %, die Gemeinde Spiesen-Elversberg mit 12,51 %, die Gemeinde Schiffweiler mit 8,92 % sowie seit 2011 die energis mit 28,55 %.

### Beteiligungen
| Unternehmen                                 | Beteiligungsanteil |
| ------------------------------------------- | ------------------ |
| Fernwärmeversorgung Neunkirchen             | 51 %               |
| Wasserversorgung Ostsaar GmbH               | 15,66 %            |
| energis                                     | 7,7 %              |
| Kommunale Beteiligungsgesellschaft Saar mbH | 24,5 %             |
| Gemeindewerke Kirkel GmbH                   | 30 %               |

## Produkte

### Strom
Die KEW versorgt rund 77.500 Kunden über 1.300 km Versorgungsleitungen mit Strom. Als Netzbetreiber unterhält die KEW AG elf Umspannwerke sowie 315 Netzstationen. Eckdaten (2016): Stromabsatz 518,9 Mio. kWh (Kilowattstunden).

### Erdgas
Die KEW versorgt ca. 76.000 Kunden mit Erdgas. Aus den beiden Gasbehältern mit einem Fassungsvermögen von 60.000 m³ verteilt die KEW AG das über 32 Regelstationen und 638 km eigene Versorgungsleitungen.  Eckdaten (2016): Erdgasabsatz 737,6 Mio. kWh.

### Trinkwasser
Die KEW versorgt ca. 68.000 Kunden aus 26 Brunnen und über 410 km Versorgungsleitung mit Trinkwasser. In zwei Wasserwerken wird Rohwasser mechanisch und chemisch zu Trinkwasser aufbereitet.  Eckdaten (2016): Trinkwasserabsatz 3,8 Mio. m³

### Fernwärme
Das Abfallheizkraftwerk im Industriegebiet König liefert die Fernwärme, denn nach dem Prinzip der Kraft-Wärme-Kopplung kann, neben der Energiegewinnung, mit der überschüssigen Wärme Wasser aufgewärmt werden, das im Rohrnetz noch durch Abwärme aus dem Walzwerk der Saarstahl AG ergänzt wird. Eckdaten (2016): Fernwärmeabsatz 28,3 Mio. kWh.

### Regenerative Energien, Förderprogramme und Energieberatung
Die KEW fördert den Ausbau regenerativer Energien sowohl in Eigenregie als auch in Form von kundeneigenen Anlagen mit Förderungen und Beratung zu Photovoltaikanlagen, modernen Heizsystemen oder Energieeffizienz. Die Gesamtheit aller von der KEW betriebenen PV-Anlagen weist eine Leistung von 2354,80 kWp und einen jährlichen Ertrag von ca. 2.400.000 kWh auf. Damit ließen sich ca. 790 Haushalte mit einem Durchschnittsjahresverbrauch von 3.000 kWh versorgen.

## Geschäftsfelder

### Ladesäulen für E-Fahrzeuge
Die KEW unterhält in ihrem Versorgungsgebiet fünf Ladesäulen für Elektrofahrzeuge. Sie befinden sich vor dem Gebäude der KEW (Händelstraße 5), am Wolsztyner Platz, vor dem Neunkircher Rathaus, an der Klinkenthalhalle in Schiffweiler und am Rathaus in Spiesen-Elversberg.

### Mieterstromprojekte
In Zusammenarbeit mit der Gemeinnützigen Siedlungsgesellschaft mbH Neunkirchen (GSG) können die Bewohner des modernisierten Wohnblocks am Neunkircher Schaumbergring von einem besonderen Modell der Energieerzeugung profitieren. Die installierten Photovoltaikanlagen mit integriertem Stromspeicher speisen den Strom erst in das Hausnetz ein und kann von Bewohnern zu speziellen Konditionen verbraucht werden. Überschüssige Energie wird in das allgemeine Versorgungsnetz eingespeist.